# Teatralna (stanice metra v Kyjevě)
Teatralna (ukrajinsky Театральна, v doslovném překladu Divadelní) je stanice kyjevského metra na Svjatošynsko-Brovarské lince, která se nachází poblíž Ukrajinské národní opery po které nese stanice název. Stanice byla vystavěna diky plánům nové přestupní stanice na tehdy budované třetí lince, stanice byla napojena na linku a otevřena 6. listopadu 1987. Stanice je přestupní na linku Syrecko-Pečerskou, vestibulem do stanice Zoloti vorota.
Do roku 1993 se stanice jmenovala Leninska, díky svému názvu stanice obsahuje různé reliéfy z kovu, které obsahují citáty z leninových děl v ukrajinštině i v ruštině a na konci střední lodi i bronzovou bustu Lenina, kterou nedávno zakryl obraz vyobrazující pohled z jeviště na divadlo.

## Konstrukce stanice
Prvotní plány pro Syrecko-Pečerskou linku počítaly s přestupní stanicí, pojmenovanou Kominternivska, z které by se přestupovalo do stanice Universytet na Svjatošynsko-Brovarské lince. Krátká centrální hala ve stanici Universytet nevyhovovala velkému objemu cestujících, kterému by přestupní stanice podléhala, a proto bylo budoucí umístění stanice posunuto o několik městských bloků, aby se shodovalo s nově navrhovanou stanicí první linky. Tato nová stanice by se nacházela mezi stanicemi Chreščatyk a Universytet a sloužila by jako přestup do budoucí stanice Zoloti Vorota. Přestože stanice Kominternivska nebyla nikdy postavena, některé její architektonické prvky z návrhů byly zachovány a použity při vzniku stanice.
Stanice Teatralna se začala stavět jižně od tehdejších tunelů tratě, jakmile stanice byla postavena, tak metro mezi stanicemi Vokzalna a Chreščatyk přestalo na šest měsíců jezdit, běhěm šesti měsíců byla nově vybudovaná stanice připojena k trati stávající linky. Stanice byla otevřena o dva roky dříve než Zoloti vorota. Bývalé tunely, které spojovaly úsek před výstavbou stanice zůstaly opuštěné po napojení.

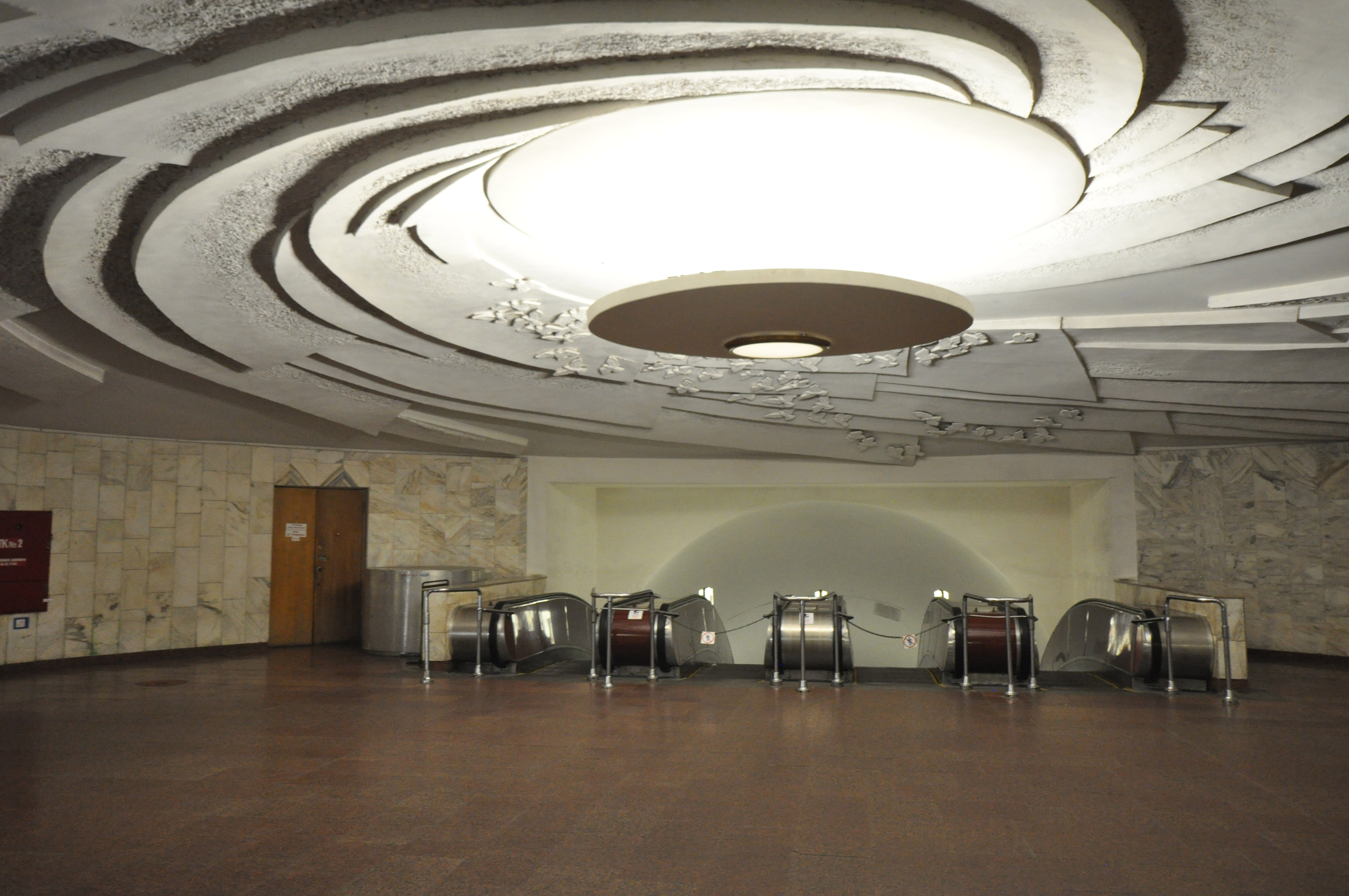
Vestibul s kompozicí Spirála času

## Charakteristika stanice
Z technického hlediska byla stanice postavena jako hluboko založená trojlodní stanice v hloubce 70 metrů pod zemí. Skládá se ze tří odlišných klenutých hal s jednou centrální halou a dvěma bočními halami s nástupišti, z nichž každý je oddělen řadou sloupů. Centrální hala je s jediným nadzemním vestibulem propojena jedním eskalátorovým tunelem.
Design je přísně utilitární, architektonicky podobný ostatním stanicím metra z období výstavby prvního úseku linky. Pilíře jsou obloženy žulou a nacházejí se na nich reliéfy z kovu, které obsahují citáty z leninových děl v ukrajinštině i v ruštině. Na konci nástupiště se nacházela bronzová busta Lenina, která byla zakryta obrazem zobrazující pohled z jeviště na divadlo. Obklad kolejových zdí je z mramoru. Vestibul je na stropě obložen kompozicí Spirála času, skládající se z vysokoreliéfních a basreliéfních obrazů představujících historické události, které se mění v ptáky a paprsky a nakonec se sbíhají v centrálním bodě stropu, kde je umístěn velký lustr s měkkým bílým světlem.
Uprostřed nástupiště se nachází schody vedoucí do stanice Zoloti vorota. Stanice obsahuje čtyři vstupy, které vedou k jednosměrným eskalátorům do vestibulu stanice Zoloti vorota.